# 若林宏紀
若林 宏紀（わかばやし ひろき、1986年4月8日 - ）は、日本の元俳優のたまご。

## プロフィール
- 身長・体重　172cm
- 血液型　A型
- 出身地　大阪府
- 経歴
- 趣味　映画鑑賞、音楽鑑賞、スポーツ

## 出演

### テレビ
- 花より男子 （2005年、TBS）- エキストラ出演
- 花より男子2 （2007年、TBS）- エキストラ出演

### 映画
- 男たちの大和/YAMATO （2005年）
- ヤマボウシ（2006年）
- ハリヨの夏（2006年） - 岡本 役

### 舞台
- 劇団便玄太一座平成18年盛夏公演「疚しいのはお前だけじゃない」（2006年）
- 時来組プロデュース公演「幕末ノ丘」（2006年）

### CM
- 江崎グリコポッキー「冷やしてポッキーゲーム篇！」（2005年）

### DVD
- デス ファイル（2006年） - 大田亮 役

### web
- 幸手市PR作品「愛ス〜幸手 幸せ物語〜」（2006年）